# Софи
Софи Ксеон (Глазгов, 17. септембар 1986 — Атина, 30. јануар 2021), познатија само као Софи била је шкотска музичарка, музичка продуценткиња, певачица, кантауторка и диск џокејка.  Позната по дрском и хиперкинетичком приступу поп музици, Софи је блиско сарађивала са уметницима из издавачке куће PC Music, укључујући A.G. Cook и GFOTY и продуцирала за музичаре као што су Charli XCX, Винс Степлс, Ким Петрас, Мадона, Нами Амуро и Let's Eat.
Софи је у почетку каријере била анонимна, касније се појавила као транс жена, а истакла се сингловима као што су Bipp (2013) и Lemonade (2014), који су се нашли на њеном компилацијском албуму Product из 2015. године. Софијин дебитански студијски албум под називом  објављен је 2018. године и добио је номинацију за Греми награду за најбољи денс/електронски албум.
Преминула је 30. јануара 2021. године након што се оклизнула и пала, у Атини где је и живела. Часопис  описао је Софи као „пионирску шкотску уметницу”, чија су живахна електронска остварења проширила опсег модерне поп музике, док је Pitchfork описао њен утицај на обликовање електронске музике у оштри авангардни поп.

## Биографија
Софи је рођена 17. септембра 1986. године у Глазгову, где је и одрасла. Када је била дете, отац јој је пуштао касете у атомобилу и водио је на рејвове, а њој се оваква музика врло брзо допала.  У интервјуу који је објавио Лени Летер, Софи је изјавила да је у детињству провела време слушајући касете и крала их из очевог аутомобила. Након што је добила клавијатуру као рођендански поклон, Софи се затим заинтересовала за стварање нове музике.
Са приближно девет или десет година, Софи је изразила жељу да напусти школу и постане продуцент електронске музике (иако Софијини родитељи то нису дозволили). Наставила је да ствара музику и током адолесцентног доба, а њена полусестра замолила ју је да јој Софи буде диск џокеј на венчању. Софи је касније признала да њена полусестра није знала којом врстом музике се она бави, а касније је научила и музичку продукцију.
Описана је као мирна и повучена особа, једно време је била анонимна, скривала се идентитет уметника маскирањем гласа и покривањем делова тела. Почетком каријере, њен идентитет је био предмет спекулација у штампи, која ју је често описивала као мушкарца, који користи женско уметничко име. Софијин музички спот за песму It's Okay to Cry објављен је у октобру 2017. године, а с озбиром на перформанс, медији су истакли да је ован транс жена.  Свој идентитет Софи је потврдила у наредним интервјуима, говорећи такође о „етикетама” и музики као начину комуникације и начину самоизраавања.
Преминула је око 4 сата ујутру по локалном времену, 30. јануара 2021. године у доби од 34 године у универзитетској болници Атикон у Атини, након случајног пада са балкона. Високи званичник атинске полиције потврдио је да је Софи пала са крова троспратнице док је покушавала да фотографише пун Месец. Полицијска истрага пада је у току.Софијина девојка рекла је да је полицији и ватрогасцима било потребно 90 минута да дођу, након чега су одвезли Софи у пре њиховог доласка у болницу у којој је Софи умрла. Многи уметници укључујући Ријану, Сем Смита и Christine and the Queens исказали су саућешће поводом њене смрти.

## Каријера
Софи јепрофесионалну музичку каријеру започела у бенду Motherland, а касније сарађивала са Метју Луц-Кинојом на неколико пројеката. Године 2011. снимила је кратки филм под називом Dear Mr/Mrs. Повезала се са уметницима из издавачке куће PC Music, сарађивала са музичарима као што су A. G. Cook и Дени Л. Харл.
Њен први синглл под називом Nothing More to Say објављен је у фебруару 2013. године, преко лондонске издавачке куће Huntleys + Palmers. Сингл са вокалима британске певачице Џејд Грин састоји се од два микса насловне нумере, названих Dub и Vox и  Б стране која носи назив Eeehhh. Наставак сингла Bipp/Elle објављен је на музичкој платформи SoundCloud заједно са песмом OOH, који се касније такође нашао на албуму Numbers, такође 2011. године.
Bipp садржи вокале њеног вишег колеге Марсела Двси из бенда Motherland,  а песма се нашла на неколико музичких листа у периоду од 2010. до 2014. године.. Средином 2014. године, Софи је сарађивала са јанапском поп певачицом Киаром Паму. Такође, 2014. године сарађивала је са музичарима A. G. Cook и QT на синглу Hey QT.
Наредни сингл под називом Lemonade/Hard објављен је у августу 2014. године, у сарадњи са музичарем Набијахом Игбалом и моделом Тес Јоп. Ово је уједно био дванаести сингл албума Numbers. Оба сингла су се се појавила да Билбордовој музичкој листи Twitter Real-Time. Lemonade и Hard биле су на 68. односно 91. месту према анкети критичара Pazz & Jop из 2014. године, а сингл су The Washington Post, Resident Advisor, Complex, и Pitchfork уврстили међу десет најбољих синглова, на крају године. Сингл Hard био је међу првих десет на музичким листама. Сингл Lemonade појавио се у реклами за McDonald's, 2015. године.

### 2015–2017: Продукција и пробој на сцени
У марту 2015. године, Софи је сарађивала са музичаром Charli XCX. Касније је откривено да су они радили на њеном новом студијском албуму. Софијин албум под називом  објављен је у септембру 2015. године. Од осам нумера, четири су била сингла MSMSMSM, Vyzee, L.O.V.E. и Just Like We Never Said Goodbye. Песма MSMSMSM објављен је 29. септембра, а Just Like We Never Said Goodbye 15. октобра 2015. године. У фебруару 2016. године, Charli XCX објавио је ЕП од Софи, под називом Vroom Vroom, који је она и продуцирала. Касније када је објављен ЕП, Софи кренула на музичку турнеју са Charli XCX.
Крајем 2016. године, Софи је била додатни продуцент на песми After the Afterparty коју изводе Charli XCX и Лил Јачи. Софи се појавила у званичном музичком споту за песме, а такође добила кредите за две песмеу на микстејпу Number 1 Angel, који је објавио музичар XCX. Софи је сарађивала са продуцентом Кашмиром Кетом на неколико песама са његовог албума 9.

### 2017—2021: Објављивање студијског албума
У октобру 2017. године Софи је објавила песму It's Okay to Cry, први нови материјал након две годиен паузе. Музички спот за песму био је први пут да су њен чист глас и слика коришћени у неком издању. Након тога изјавила је за штампу да је трансродна особа. Касније у октобру имала је уживо наступ и извела премијерно нове песме. Албумски сингл Ponyboy објављен је самостално у режији музичког спота, 7. децембра 2017. године. Трећи сингл под називом Faceshopping објављен је 16. фебруара 2018. године, са музичким спотом објављеним 4. априла 2018. године.
Дана 3. априла 2018. године, Софи је путем Инстаграма објавила д аје албум готов и да неће имати наслов Whole New World као што се претходно мислило. Дана 1. маја 2018. године у интервјуу за магазин Crack открила је да је званични наслов албума Oil of Every Pearl's Un-Insides. Софи је албум објавила 15. јуна 2018. године, преко њене независне издавачке куће MSMSMSM. У једном од њених твитова, Софи је открила да је допринела и произвела албума Лејди Гаге. У јулу 2018. године открила је да ради на четири нова пројекта, укључујући деби албум, који је објављен исте године.
На 61. додели Греми награда, њен албум Oil of Every Pearl's Un-Insides номинован је за Најбољи денс/електронски албум а Софи је ушла у историју као један од првих отворено трансродних уметника номинованих у овој категорији и једна од три прве отворено трансродне жене које ће бити номиноване за Греми. Током интервјуа за црвени тепих на церемонији, Софи је потврдила рад на ремикс албуму Oil of Every Pearl's Un-Insides. Ремикс албума објављен је у јулу 2019. године као део ексклузивног сета од 3 ЦД-а који је садржао оригинални албум. Албум ремикса је касније објављен као два видео снимка на Јутјубу 29. јула. 2019. године.
У септембру 2020. године, Софи је објавила сингл Metal, у сарадњи са музичаром Џимијем Едгаром. У јануару 2021. године објавила је сингл Unisil, два дана пре смрти.

### Музички стил
Софи је користила синт-секвенцер Elektron мономашину за стварање музике. Осим вокала, Софи је створила синтетизоване звикове из основних таласних облика, користећи мономашину.
Софи је синтетизовала звукове који подсећају на латекс, балоне, мехуриће, метал и пластику. AllMusic истакао је да њену софистицирану, хиперкинетичку продукцију одликује надреалистички, очигледно вештачки квалитет, који обично користи високе женске вокале поред слатких текстура синтисајзера и ритмове цртања из андергроунд стилова плесне музике, као и експериментални дизајн звука.
The New York Times описао је њену музику као вртоглаву, али такође и музику која промовише родну равноправност. Часопис The Fader описао је њену музику као к-поп, џ-поп и еуроденс. Variety и The New York Times описали су Софи као пионира у стилу из 2010. године, под називом „хиперпоп”.

## Албуми

### Студијски албуми
| Назив                           | Детаљи | Позиција | Позиција     | Позиција | Позиција | Позиција | Позиција | Позиција |
| Назив                           | Детаљи | ШКО      | УК даунлоудс | УК денс  | УК инди  | НЗ хит   | САД хит  | САД денс |
| ------------------------------- | --- | -------- | ------------ | -------- | -------- | -------- | -------- | -------- |
| Oil of Every Pearl's Un-Insides | - Датум објављивања: 15. јун 2018. - Издавачка кућа: Transgressive, Future Classic, MSMSMSM - Формат: дигитално преузимање, ЛП | 100      | 30           | 2        | 49       | 6        | 21       | 15       |

### Компилацијски албуми
| Назив   | Детаљи | Позиција    | Позиција |
| Назив   | Детаљи | УК данлоудс | САД денс |
| ------- | --- | ----------- | -------- |
| Product | - Датум објављивања: 27. новембар 2015. - Издавачка кућа: Numbers - * Формат: дигитално преузимање, компакт диск, ЛП | 100         | 23       |

### Ремикс албуми
| Назив                                                | Детаљи |
| ---------------------------------------------------- | --- |
| Oil of Every Pearl's Un-Insides Non-Stop Remix Album | - Датум објављивања: 17. јул 2019. - Издавачка кућа: Transgressive, Future Classic, MSMSMSM - Формат: компакт диск, дигитално преузимање |

## Синглови

### Као главни музичар
| Назив                           | Година | Албум                           |
| ------------------------------- | ------ | ------------------------------- |
| Nothing More to Say             | 2013   | није албумски сингл             |
| Eeehhh                          | 2013   | није албумски сингл             |
| Bipp                            | 2013   | Product                         |
| Elle                            | 2013   | Product                         |
| Lemonade                        | 2014.  | Product                         |
| Hard                            | 2014.  | Product                         |
| MSMSMSM                         | 2015.  | Product                         |
| Just Like We Never Said Goodbye | 2015.  | Product                         |
| L.O.V.E.                        | 2015.  | Product                         |
| Vyzee                           | 2015.  | Product                         |
| It's Okay to Cry                | 2017.  | Oil of Every Pearl's Un-Insides |
| Ponyboy                         | 2017.  | Oil of Every Pearl's Un-Insides |
| Faceshopping                    | 2018.  | Oil of Every Pearl's Un-Insides |
| Metal Софи и Џими Едгар         | 2020   | Cheetah Bend                    |
| Bipp                            | 2021   | није албумски сингл             |
| Unisil                          | 2021   | Product                         |

### Као гостујући музичар
| Назив                                       | Година | Позиција       | Албум               |
| Назив                                       | Година | САД денс елек. | Албум               |
| ------------------------------------------- | ------ | -------------- | ------------------- |
| 9 (After Coachella) (Кашмир Кет, Софи и MØ) | 2017.  | 47             | 9                   |
| 1,2,3 Dayz Up Ким Петрас и Софи             | 2019   | 40             | није албумски сингл |

### Остала гостовања
| Назив                                          | Године | Позиција | Албум            |
| Назив                                          | Године | НЗ Хот   | Албум            |
| ---------------------------------------------- | ------ | -------- | ---------------- |
| Sfire 2 (Sfire)                                | 2013   | -        | Sfire            |
| Sfire 3 (Sfire)                                | 2013   | —        | Sfire            |
| Sfire 6 (Sfire)                                | 2015   | —        | Sfire 6/7        |
| Sfire 7 (Sfire)                                | 2015   | —        | Sfire 6/7        |
| Drop Down (Лунис, Софи и Le1f)                 | 2017.  | —        | CCCLX            |
| Voices (Флум, Софи и Кучка                     | 2019.  | 27       | Hi This Is Flume |
| Is It Cold in the Water? (Флум и Епром ремикс) | 2019.  | —        | Hi This Is Flume |
| Sfire 1 (Sfire и Марсела)                      | 2019.  | —        | Sfire 001        |
| La Chiqui (Арка и Софи)                        | 2020.  | —        | KiCk i           |
| JSLOIPNHIE (Jlin и Софи)                       | 2021.  | —        | Intermission     |

### Ремикси
| Година | Назив                                    | Уметник             |
| ------ | ---------------------------------------- | ------------------- |
| 2012.  | Highlife (Софи ремикс)                   | Auntie Flo          |
| 2013.  | Who Am I (Софи Msmsmsm ремикс)           | Тини Денсер         |
| 2014.  | Won't K (Софи ремикс)                    | Paris Suit Yourself |
| 2015.  | Moteur Action (Софи и A. G. Cook ремикс) | Yelle               |
| 2019.  | Sweat (Софи ремикс)                      | SONIKKU и Лиз       |
| 2020   | Cum (Софи ремикс)                        | Брук Кенди          |
| 2020   | Forever (Софи ремикс)                    | Флечер              |
| 2020   | Animosity (Софи ремикс)                  | Abyss X             |
| 2020   | Clown Shit (Up The Wall) (Софи ремикс)   | BABYNYMPH & BAYLI   |
| 2021.  | NYC2MIA (Софи ремикс)                    | Басид               |

## Награде и номинације
| Година | Награда                       | Категорија                     | Рад                                                  | Резултат   |
| ------ | ----------------------------- | ------------------------------ | ---------------------------------------------------- | ---------- |
| 2018.  | АИМ Независне музичке награде | Пробој на сцени УК             | Софи                                                 | Номинација |
| 2018.  | АИМ Независне музичке награде | Иноватор награда               | Софи                                                 | Освојено   |
| 2018.  | АИМ Независне музичке награде | Независни албум године         | Oil of Every Pearl's Un-Insides                      | Номинација |
| 2019   | Награда Греми                 | Најбољи денс/електронски албум | Oil of Every Pearl's Un-Insides                      | Номинација |
| 2019   | Либера награде                | Најбољи денс/електронски албум | Oil of Every Pearl's Un-Insides                      | Номинација |
| 2020   | АИМ Независне музичке награде | Најбољи креативни рад          | Oil of Every Pearl's Un-Insides Non-Stop Remix Album | Номинација |